# منطقة القطيفة
منطقة القطيفة منطقة سورية إدارية تتبع محافظة ريف دمشق ومركزها مدينة القطيفة، بلغ تعداد سكان المنطقة 119,283 نسمة حسب التعداد السكاني لعام 2004.

## نواحي منطقة القطيفة
- ناحية مركز القطيفة
- ناحية جيرود
- ناحية الرحيبة
- ناحية معلولا